# Чимбай (город)

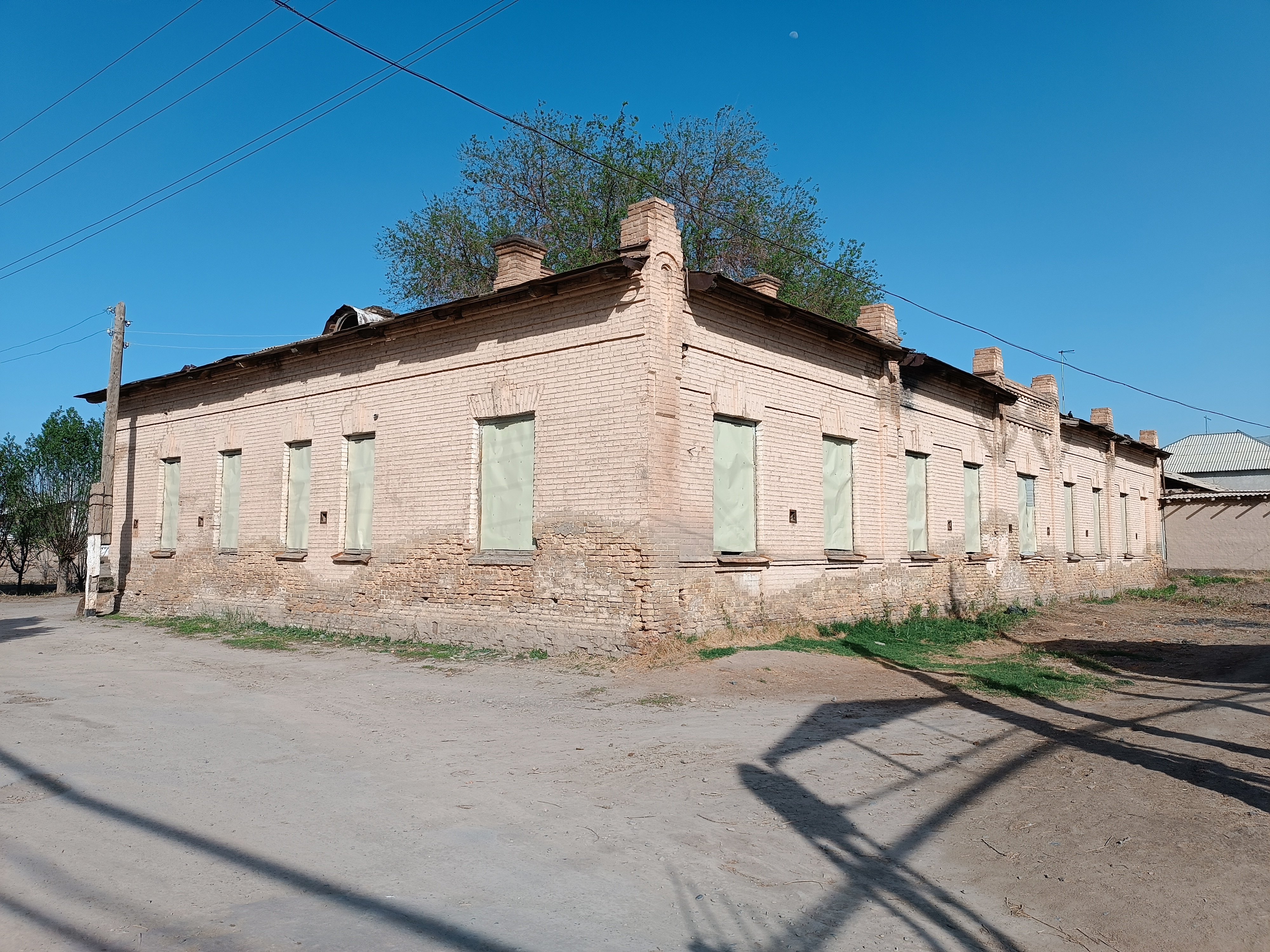
Тас (каменная) больница

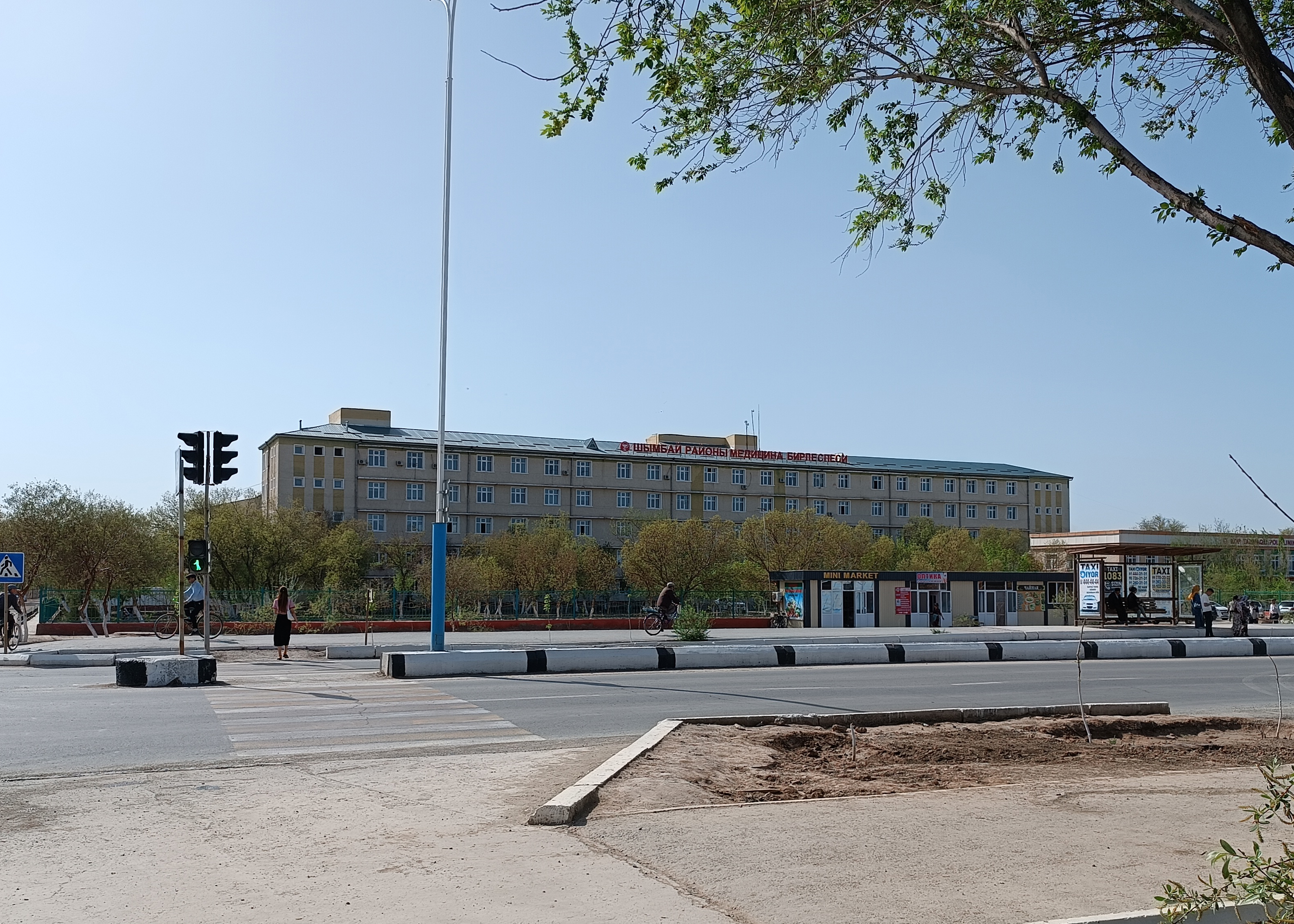
Чимбайское районное медицинское объединение

Чимба́й (каракалп. Shımbay / Шымбай, узб. Chimboy / Чимбой) — город, административный центр Чимбайского района в Каракалпакстане.

## История
Чимбай был построен в XVII веке в качестве крепости рыбаков и скотоводов. В ходе раскопок каракалпакских археологов в 1976-77 годах были обнаружены артефакты, датируемые VII и VIII веками.
В исторических источниках город первоначально назывался Шахтемир. В 1643 году была построена крепость на Аральском море, входящая в состав Хивинского ханства. Чимбай был центром прибрежных районов.
В 1740 году лейтенант Гладышев посетил Шахтемир, позднее рассказывая: «Дома в этом городе построены из глины, окружены рвом, имеют поблизости озеро, население пьёт воду из колодца, в окрестностях города встречаются одиноко растущие камыши, расстояние между морем и городом составляет 2 дня».
На карте, составленной геодезистом Муравиным в 1741 году, также изображён Шахтемир. В 1890 году были открыты школа и медицинский центр.
В первой четверти XX века в городе было 80 магазинов, чимбайские торговцы привозили ткани и другие товары из Оренбурга. В 1907-08 годах семена люцерны и другие продукты экспортировались в Россию, США и Германию.
В этот период в Чимбае были построены хлопковые цеха, маслобойни и кожевенные заводы. В 1913 году была запущена установка для обработки семян люцерны.
В 1916 году население восстало против использования царским правительством местных жителей. В 1919 году в Чимбае были открыты новые школы.
Чимбай получил статус посёлка в 1927 году, а статус города — в 1974 году. В 1980 году была построена железная дорога.

## География
Находится в 56 км от столицы Республики — города Нукус.

## Климат
- Среднегодовая температура — +11,9C°.
- Среднегодовая скорость ветра — 2,4 м/с.
- Среднегодовая влажность воздуха — 57%.

Тас (каменная) больница

| Показатель                    | Янв. | Фев. | Март | Апр. | Май | Июнь | Июль | Авг. | Сен. | Окт. | Нояб. | Дек. | Год |
| ----------------------------- | ---- | ---- | ---- | ---- | --- | ---- | ---- | ---- | ---- | ---- | ----- | ---- | --- |
| Абсолютный максимум, °C       | 17   | 24   | 35   | 37   | 41  | 43   | 45   | 46   | 41   | 34   | 27    | 20   | 46  |
| Средний суточный максимум, °C | 1    | 4    | 11   | 22   | 28  | 34   | 35   | 34   | 27   | 19   | 10    | 3    | 19  |
| Средняя температура, °C       | −4   | −2   | 5    | 14   | 21  | 26   | 28   | 26   | 19   | 11   | 4     | −2   | 12  |
| Средний суточный минимум, °C  | −8   | −7   | −1   | 7    | 14  | 18   | 20   | 18   | 11   | 4    | −1    | −6   | 6   |
| Абсолютный минимум, °C        | −34  | −30  | −23  | −9   | −1  | 5    | 8    | 7    | −4   | −13  | −26   | −30  | −34 |
| Норма осадков, мм             | 12   | 12   | 20   | 18   | 21  | 7    | 4    | 3    | 3    | 7    | 15    | 12   | 134 |
| Источник: Погода и климат     |      |      |      |      |     |      |      |      |      |      |       |      |     |

## Население
По состоянию на 1991 год, в городе проживало 28 800 жителей.

## Инфраструктура
В городе расположены хлопкоочистительные и пищевые предприятия, Каракалпакский научно-исследовательский сельскохозяйственный институт, селекционная станция, общеобразовательные школы, профессионально-техническое училище, библиотеки, клубные помещения, дома культуры, дворец студенческой культуры, больницы, родильные дома и другие медицинские учреждения.

## Известные уроженцы
- Легендарный Омирбек
- Каюм Сабирович Заиров — советский хозяйственный, государственный и политический деятель, доктор медицинских наук, профессор, заслуженный деятель науки Узбекской ССР.